# Hartelkering
Le Hartelkering est une digue mobile installée sur le canal Hartel près de Spijkenisse dans la province néerlandaise de Hollande-Méridionale.
La construction de cette digue, comme celle de la Maeslantkering, installée sur la Nieuwe Waterweg, est effectuée dans le cadre de l'Europoortkering, visant à protéger la Hollande-Méridionale. Ce sont les ouvrages les plus récents du plan Delta, ils n'étaient pas prévus dans le plan initial, mais des études ont montré qu'ils étaient nécessaires.
La construction des deux digues mobiles s'effectue entre 1991 et 1997,.
Le Hartelkering consiste en deux structures mobiles, en forme d'ellipse, avec une longueur variable de 49,3 à 98 mètres, qui sont articulées sur des tores ovales et mobiles. Une fois fermée, la structure détermine une hauteur d'eau supérieure de 3 mètres au-dessus du niveau de la mer (NAP),.
Lorsque les battants sont fermés, ils ondulent en fonction de la mer et de ses marées, ce qui a un effet non contrôlé sur la hauteur des battants. De par leur forme elliptique, ils peuvent cependant résister à ce mouvement.

## Fermeture des portes
| Date            | Niveau (m altitud NAP)            | Remarque                                                                                         |
| --------------- | --------------------------------- | ------------------------------------------------------------------------------------------------ |
| 8 novembre 2007 | 2,84 m (1re situation de tempête) | Fermeture simultanée du Maeslantkering, de l'Oosterscheldekering et de la Barrière de la Tamise. |
| 3 janvier 2018  | 2,60 m                            | Fermeture simultanée des 5 barrage anti-tempête des Pays-Bas.                                    |